# Reiley (pevec)
Rani Petersen, poklicno znan kot Reiley, ferski pevec, * 24. november 1997.

## Zgodnje življenje
Rani Petersen se je rodil v Tórshavnu na Ferskih otokih leta 1997.  Pri šestih letih je začel igrati klavir, kot najstnik pa se je osredotočil na gimnastiko. Od leta 2023 živi v Kopenhagnu.

## Kariera
Reiley je leta 2023 sodeloval na danskem nacionalem izboru Melodi Grand Prix 2023 za Pesem Evrovizije 2023 s pesmijo »Breaking My Heart«. Prvotno mu je grozila diskvalifikacija, saj je bilo ugotovljeno, da je bila pesem že odpeta na glasbenem festivalu v Seulu v Južni Koreji leta 2022, kar je kršitev pravil tekmovanja. Kljub temu je bilo kasneje potrjeno, da ne bo diskvalificiran. Na nacionalnem izboru je nato zmagal in postal predstavnik Danske na Pesmi Evrovizije 2023. Reiley je takrat postal tudi prvi ferski umetnik, ki je nastopil na tem tekmovanju. Na Evroviziji je nastopil v drugem polfinalu, kjer je zasedel 14. mesto s 6 točkami in se ni uvrstil v finale.

## Diskografija

### EP
- »BRB, Having an Identity Crisis« (2021)

### Pesmi
| Naslov                                                              | Leto | Najvišja uvrstitev na lestvici | Album / EP                     |
| Naslov                                                              | Leto | DEN                            | Album / EP                     |
| ------------------------------------------------------------------- | ---- | ------------------------------ | ------------------------------ |
| »Let It Ring«                                                       | 2021 | —                              | —                              |
| »Superman«                                                          | 2021 | —                              | BRB, Having an Identity Crisis |
| »YOU«                                                               | 2021 | —                              | BRB, Having an Identity Crisis |
| »Strange Love«                                                      | 2021 | —                              | BRB, Having an Identity Crisis |
| »Blah Blah Blah«                                                    | 2022 | —                              | —                              |
| »Moonlight« (skupaj z AB6IX )                                       | 2022 | —                              |                                |
| »Breaking My Heart«                                                 | 2023 | 31                             |                                |
| »Lovesongs«                                                         | 2023 | —                              |                                |
| »—« označuje singel, ki se ni uvrstil na lestvico ali ni bil izdan. |      |                                |                                |